# Дідович Петро Миколайович
Дідович Петро Миколайович (23 жовтня 1935, с. Голубичі — 26 вересня 2010, Чернігів) — український письменник, журналіст. Член НСПУ (1987). Лауреат обласної літературної премії імені Михайла Коцюбинського (2003).

## Біографія
Народився 23 жовтня 1935 року в с. Голубичі Ріпкинського району Чернігівської області.
У 1943 р. коли село звільнили від гітлерівської окупації, пішов у Голубицьку початкову школу. З п'ятого класу продовжував навчання у Церковищанській середній школі (нині Новоукраїнська) за кілька кілометрів від свого села, які доводилось щодень долати в будь-яку погоду. 1954-1957 рр. - служив в армії, спершу у Литві, а потім у Салянській напівпустелі в Азербайджані. Демобілізувавшись, кілька місяців працював учителем у Маслаківській початковій школі Ріпкінського р-у.
У 1963 році закінчив Київський державний університет імені Т. Г. Шевченка.
Працював науковим співробітником ЦДІА у Львові; від 1968 — у Чернігівській обласній телерадіокомпанії: пройшов шлях від кореспондента до генерального директора. 1996—2001 — заступник генерального директора.
Лауреат премії імені Михайла Коцюбинського за книгу "Буття зелене", яка високо оцінена також і читачами Його творчості дали високу оцінку Валерій Шевчук, Михайло Горинь і Станіслав Реп’ях.  
Помер 26 вересня 2010 року в Чернігові.

## Творчість
Дебютував оповіданням «937-й» у журналі «Зміна» (Київ, 1965, № 2). Автор збірок оповідань «Межі пам'яті» (1968), «Проміжний вузол» (1986, сюди увійшла також повість «Чорний привид»; обидві — Київ); повістей «Полювання по першому снігу…» (журнал «Київ», 1984, № 11), «Буття зелене» (2002), «Пригоди кота Мурзабея» (2005; обидві — Чернігів); автобіографічного роману-есе «Жар і попіл» (журнал «Дзвін», 2005, № 3—6).
Твори Петра Дідовича відзначаються гостротою сюжету, напруженістю діалогів, ліризмом, психологізмом і правдивістю, водночас письменник уникав різких сюжетних змін, писав навмисно буденно.
Після смерті письменника побачили світ кілька його книг із серії «Кросна долі».

### Твори
- «Межі пам'яті» (1968)
- «Проміжний вузол» (1986)
- «Буття зелене» (2002)
- «Пригоди кота Мурзабея» (2005)
- «Кросна долі» (2010)